# Meppelerstraatweg (Zwolle)
Meppelerstraatweg is een straat in de wijk Diezerpoort van Zwolle. De straat scheidt de wijken Dieze-Oost en Indische Buurt van elkaar. De beide wegdelen zijn gescheiden door middel van een middenberm.

## Geschiedenis
Vroeger was dit de weg naar Meppel die begon aan het eind van de Thomas a Kempis Straat. Hierover ging al het verkeer naar het noorden. Aan de rechterkant van de weg lag het spoor van de tram naar Dedemsvaart. Aan de Diezerkade is nog een fragment van het spoor te zien.
In 1895 werd aan de weg een station van de Dedemsvaartsche Stoomtramweg-Maatschappij gebouwd. Het station droeg de naam Vlasakkers. Het bevond zich tegenover de Algemene Begraafplaats Meppelerstraatweg. Na de Tweede Wereldoorlog werd het station gesloten en in 1960 werd het afgebroken. De plek waar het gestaan heeft, draagt de naam van het voormalige station in de vorm van de straatnaam en de naam van het buurthuis.

## Bezienswaardigheden
Aan de weg bevinden zich onder andere:
- Het oorlogsmonument aan de Meppelerstraatweg;
- Algemene Begraafplaats Meppelerstraatweg;
- Marechausseekazerne Meppelerstraatweg, een marechausseekazerne in art-decostijl uit 1930 die is aangewezen als rijksmonument.

## Afbeeldingen

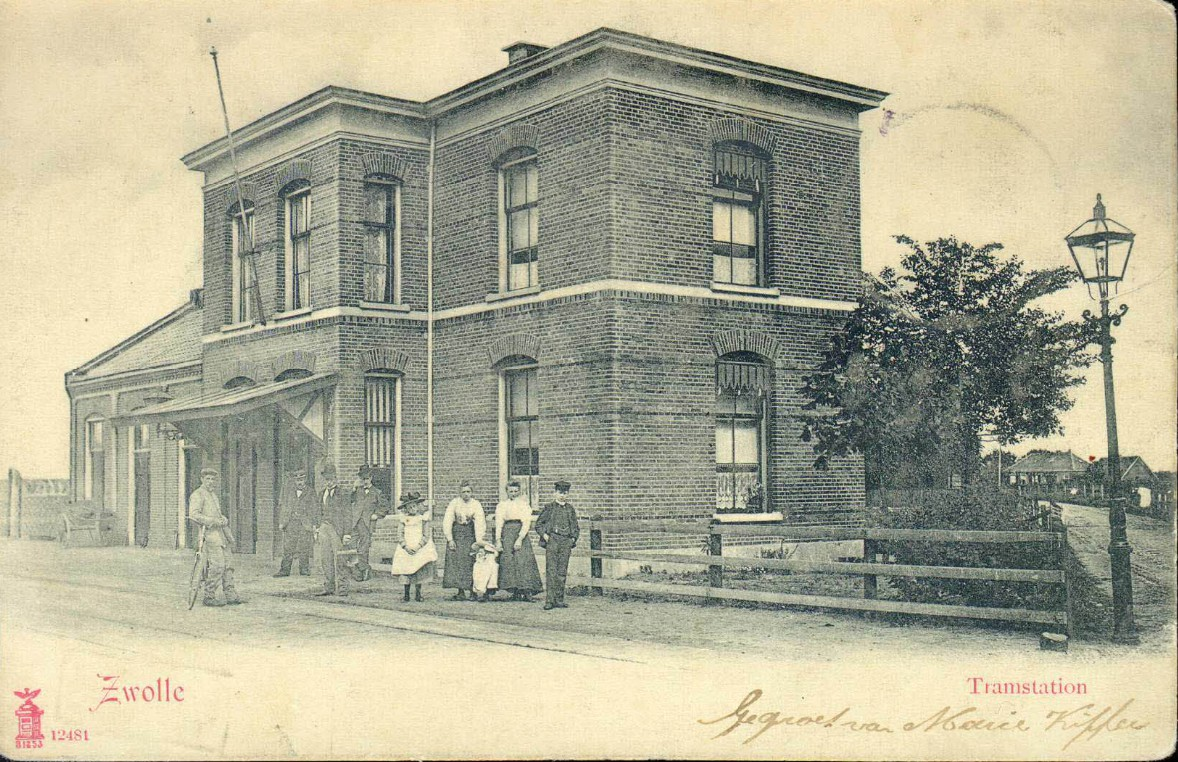
Station Vlasakkers in 1904